# Vladimir Fëdorov
Vladimir Ivanovič Fëdorov (in russo Владимир Иванович Фёдоров?, traslitterazione anglosassone: Vladimir Ivanovich Fyodorov; Regione di Tashkent, 5 gennaio 1956 – Dniprodzeržyns'k, 11 agosto 1979) è stato un calciatore sovietico, di ruolo attaccante.

## Carriera

### Club
Durante la sua carriera, terminata con la sua morte l'11 agosto 1979 a causa di un incidente aereo, ha vestito solo la maglia del Paxtakor Tashkent.

### Nazionale
Con la Nazionale sovietica conta 18 presenze.